# Haemonais waldvogeli
Haemonais waldvogeli är en ringmaskart som beskrevs av Bretscher 1900. Haemonais waldvogeli ingår i släktet Haemonais och familjen glattmaskar. Inga underarter finns listade i Catalogue of Life.